# Acleris elegans
Acleris elegans (лат.) — вид бабочек из семейства листовёрток. Распространён на Хоккайдо и Хонсю (Япония). Гусеницы отмечены на тополе, но вероятнее всего они многоядные. Бабочек можно наблюдать в июле. Размах крыльев 12—13 мм.